# Ruines du Kaie-ji
Les ruines du Kaie-ji (海会寺跡, Kaieji ato)  sont un site archéologique avec les ruines d'un temple bouddhiste de la période Hakuhō, situé dans le quartier Shindachionoshiro de la ville de Sennan, dans la préfecture d'Osaka, au Japon. Le temple n'existe plus mais le site a été désigné lieu historique national en 1987.

## Présentation des ruines
Les ruines du temple Kaie-ji sont situées près de la côte de la baie d'Osaka, sur une colline en terrasses avec une élévation d'environ 20 mètres, à l'extrémité sud du district de Sennan, dans l'enceinte du sanctuaire shinto Ichioka-jinja (一岡神社). En 1936, une fouille archéologique met au jour les fondations d'un temple au plan inspiré de celui du Hōryū-ji à Ikaruga, Nara, ainsi que le site d'une grande résidence appartenant à un puissant chef de clan local. Le style des tuiles du toit fait penser que le temple a été construit à l'époque d'Asuka, soit pendant la seconde moitié du VIIe siècle. Les fondations du kondō à l'est et d'un tō (pagode) à l'ouest, entourée d'un kairō (cloître), ainsi que les fondations d'une salle de réunion sont trouvées lors de fouilles ultérieures entre 1981 et 1986. Le temple semble avoir survécu à la période Muromachi ; cependant, il n'existe aucune trace documentaire écrite du temple. Le nom « Kaie-ji » est un nom géographique local moderne et peut ou non correspondre au nom original de ce temple.
Parmi les objets excavés, 302 pièces ont été désignées collectivement comme biens culturels nationaux importants en 1995 ; elles sont stockées et exposées dans le Musée d'histoire ancienne (古代史博物館, Kodaishi hakubutsukan) adjacent. On y compte de nombreuses variétés de tuiles, des fragments de décorations statuaires et métalliques de la pagode en ruine ainsi que des fragments de céramique. Des parties du site ont été préservées en tant que parc archéologique. Il est situé à vingt-cinq minutes à pied de la gare d'Okadaura sur la ligne principale Nankai.

## Galerie

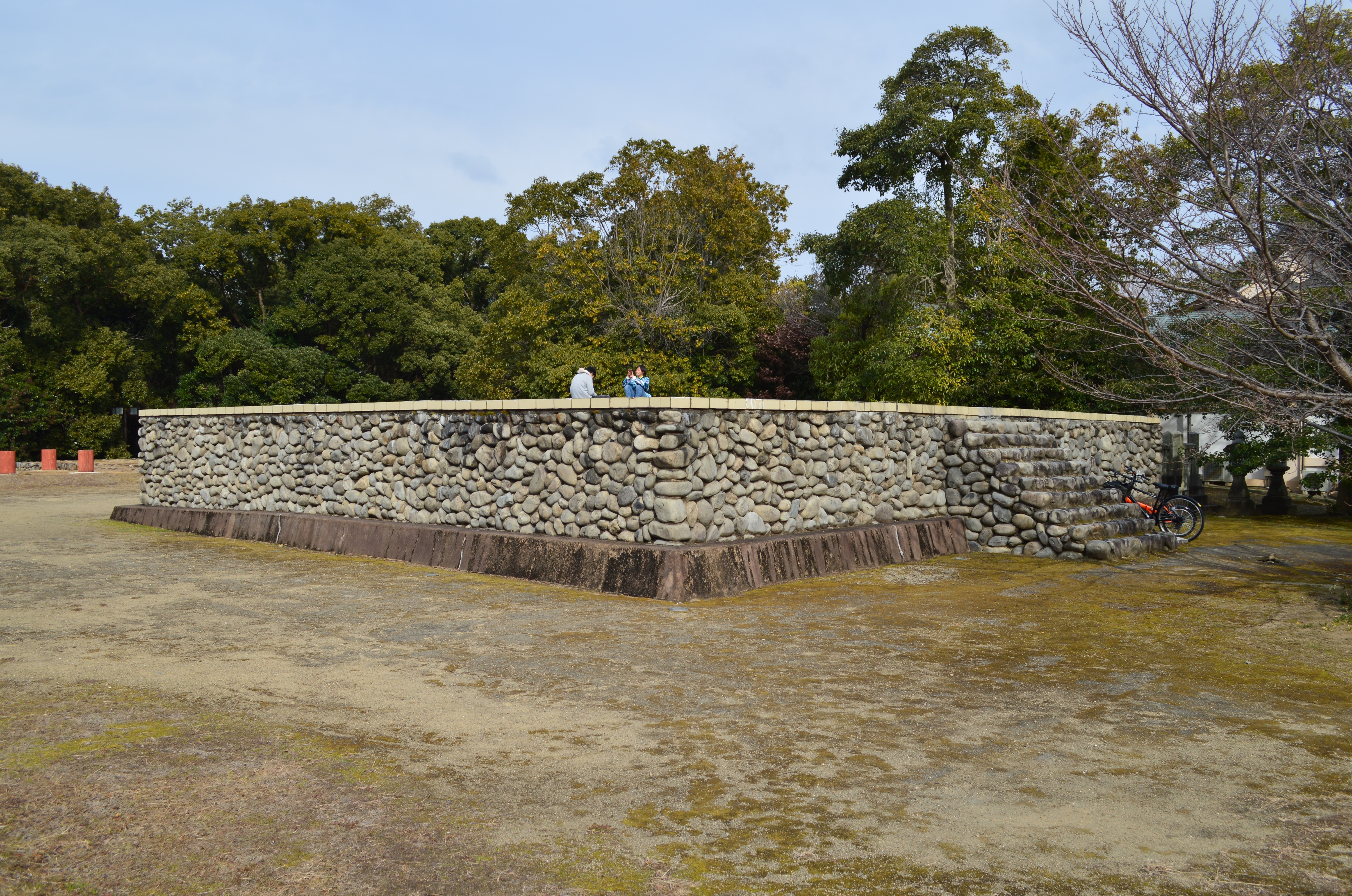
Fondations de la pagode.
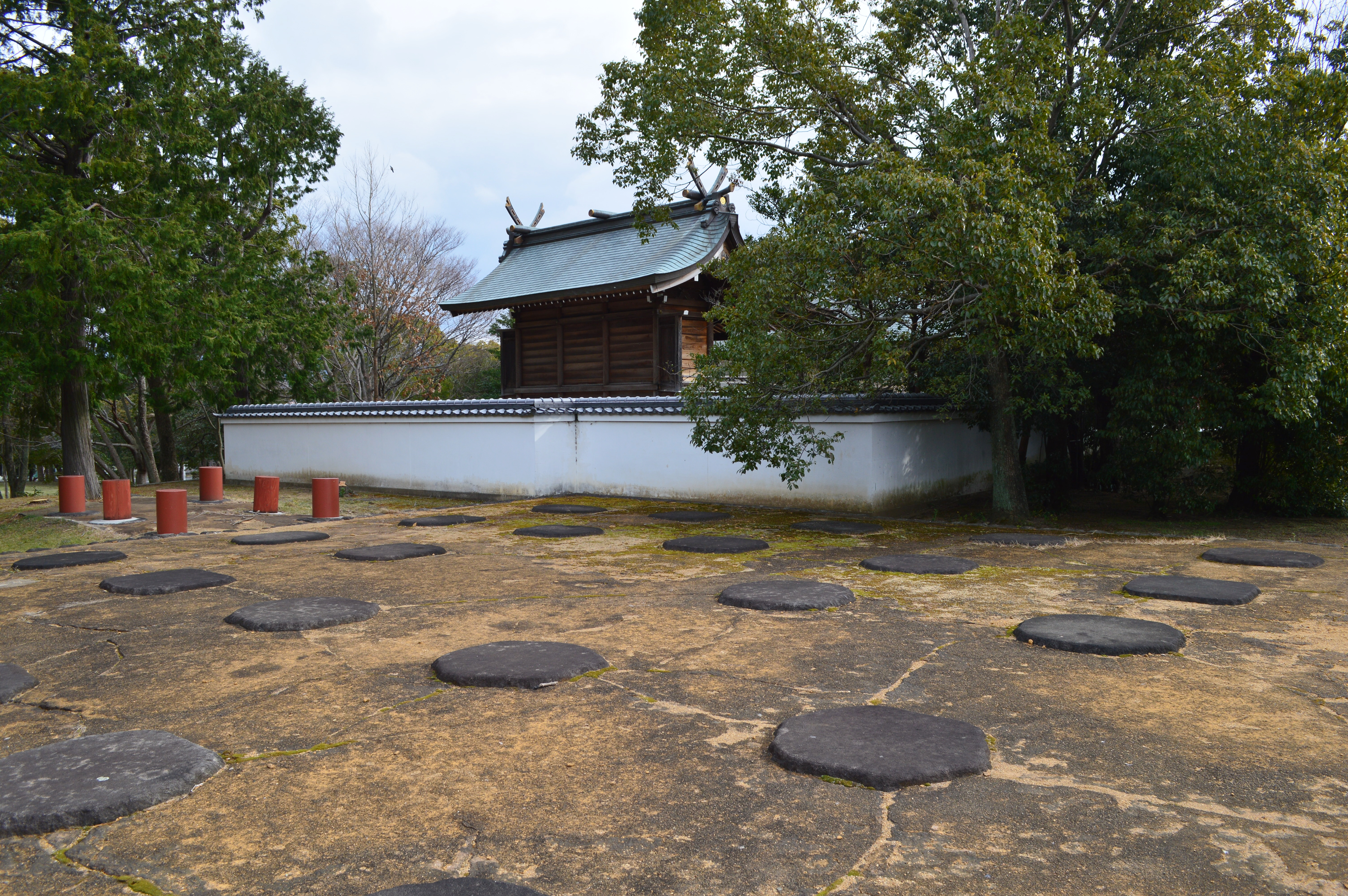
Fondations de la salle de réunion et l'Ichioka-jinja qui est situé sur le site du kondō.
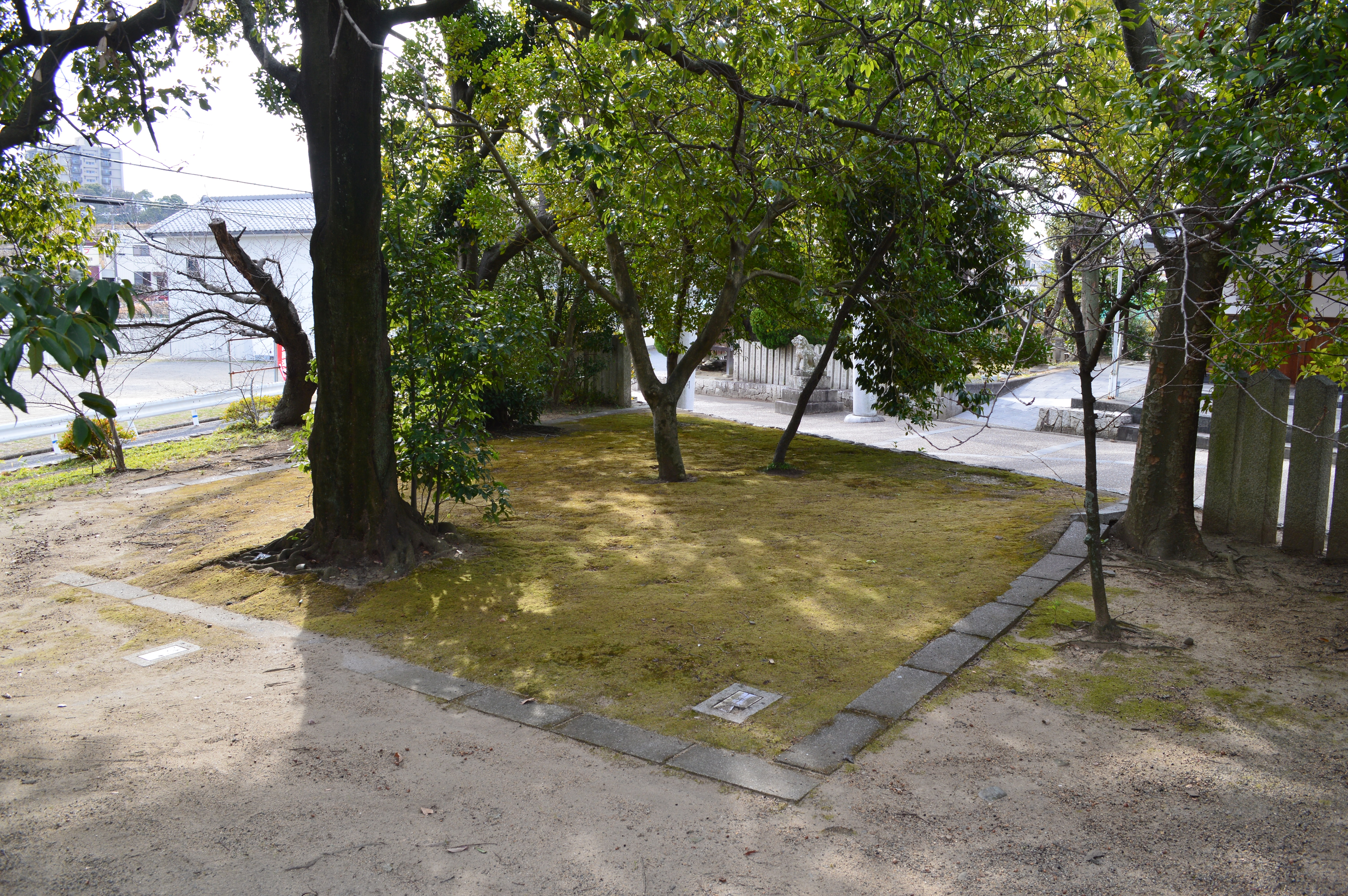
Fondations de la porte sud.
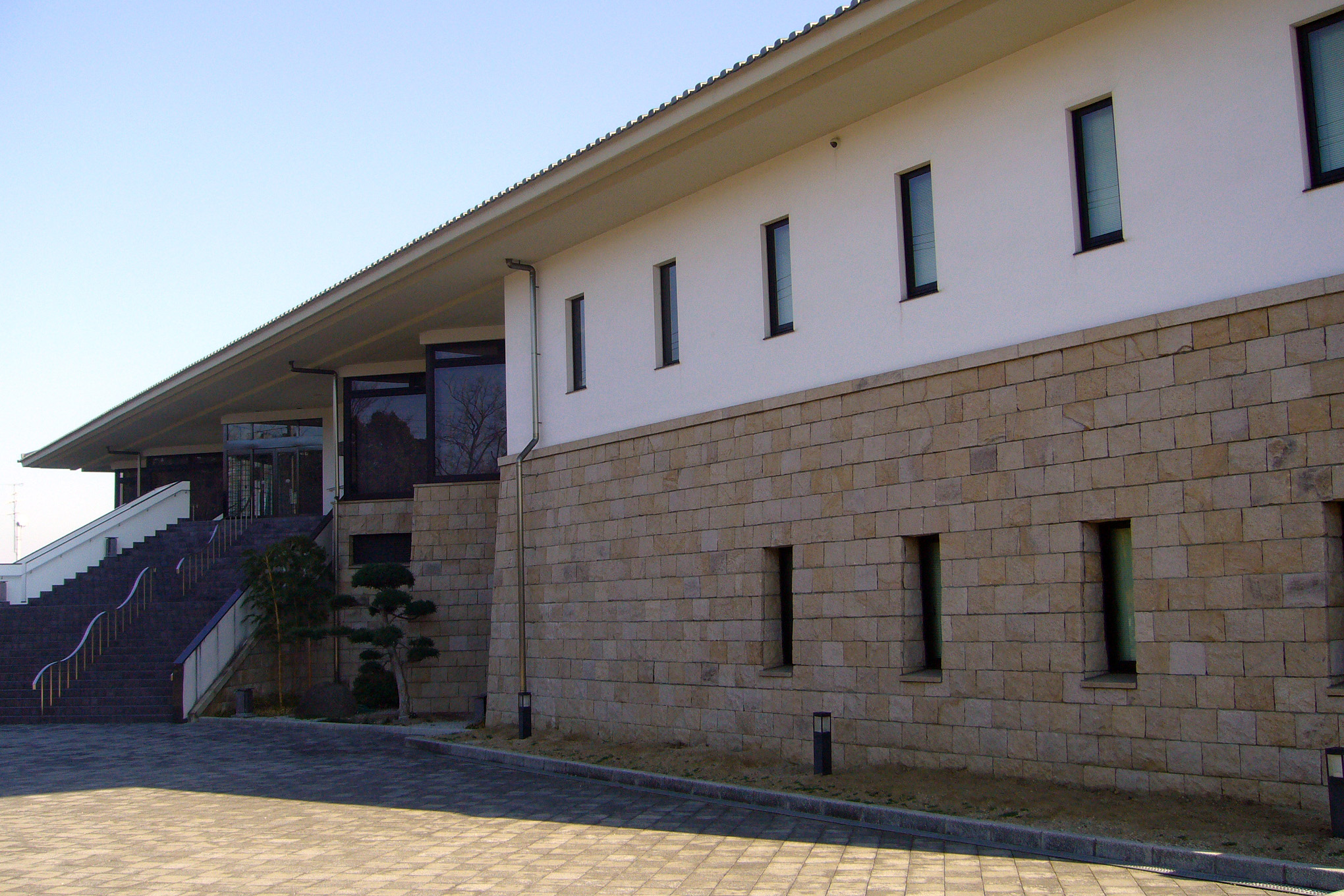
Musée d'histoire ancienne.